# Evaporatore rotante

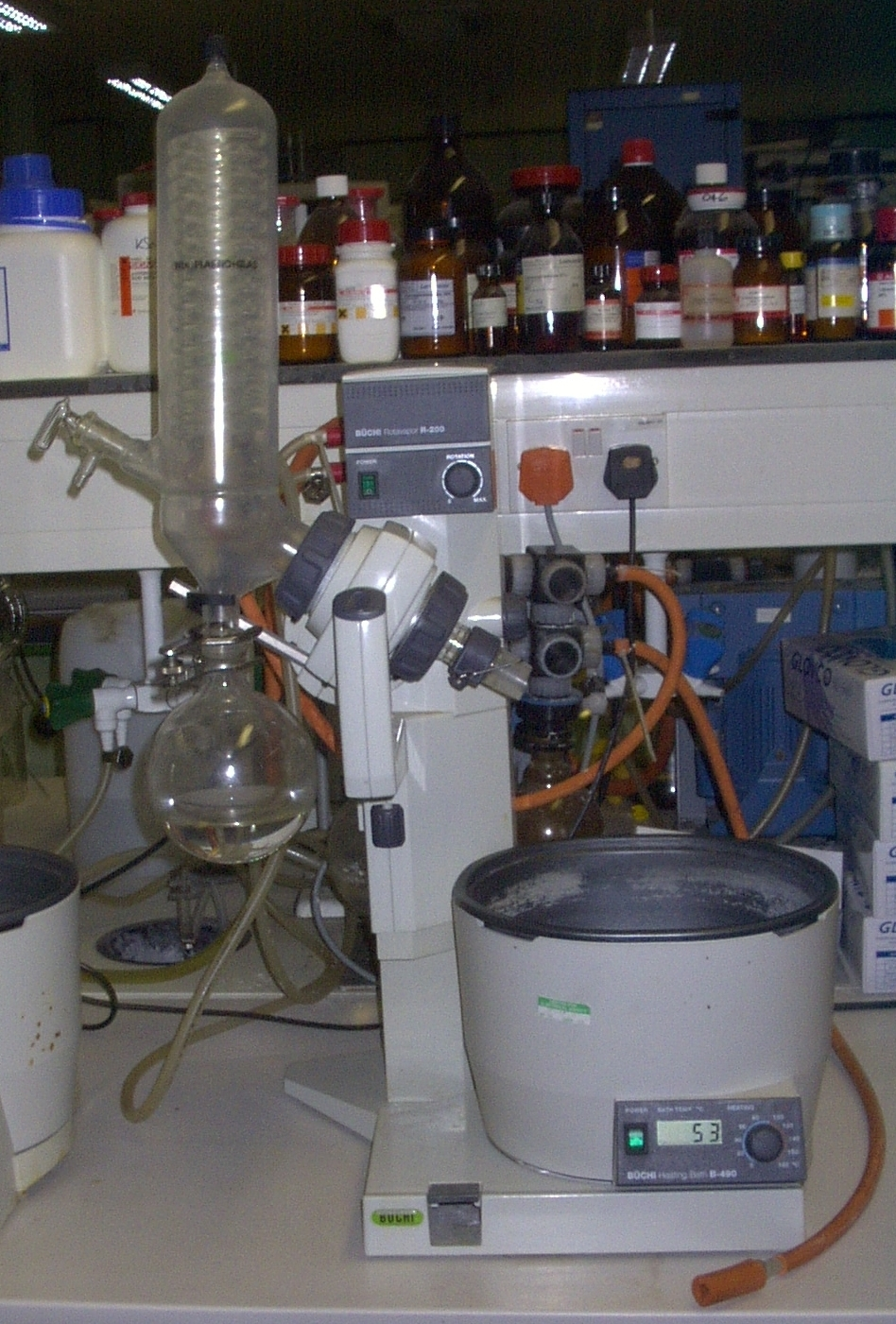
Un evaporatore rotante

L'evaporatore rotante è un'apparecchiatura utilizzata comunemente per allontanare i solventi da una soluzione di un composto d'interesse, tramite evaporazione a bassa pressione. Il nome comune dello strumento è "evaporatore rotante", a cui ogni produttore dà un suo nome identificativo.
È costituito da sei elementi principali:
- un pallone di evaporazione contenente la soluzione da evaporare
- un bagno termostatico, in cui si immerge il pallone di evaporazione per mantenere la soluzione alla temperatura opportuna
- un meccanismo motorizzato, in grado di mettere in rotazione il pallone di evaporazione
- un condensatore verticale o inclinato che provvede ad abbattere il grosso dei vapori sviluppatisi
- un pallone di raccolta per i solventi condensati.
- pompa a membrana che genera il vuoto

I palloni, il condensatore e gli elementi di raccordo fra questi sono realizzati in vetro, e tutto il sistema montato deve garantire una perfetta tenuta del vuoto.

## Principio di funzionamento
L'evaporazione viene favorita dall'applicazione all'evaporatore rotante di un'opportuna depressione (vuoto), che abbassa la temperatura di ebollizione del solvente. Tipicamente nell'applicazione con gli evaporatori rotanti conviene utilizzare pompe a membrana, costruite con materiali inerti alle aggressioni di solventi organici o di acidi (tipicamente usati nel laboratorio di chimica organica).
Molto spesso gli utenti sottovalutano l'importanza che la pompa da vuoto riveste nel corretto processo di evaporazione, alla pompa a membrana va, infatti, il merito di evitare all'utente l'utilizzo di una temperatura di lavoro alta. Sotto vuoto tutti i solventi bollono, e quindi evaporano, a temperature più basse rispetto a quelle necessarie lavorando a pressione atmosferica. Una pompa da vuoto a membrana sufficientemente potente consente quindi di non aumentare la temperatura del bagno di riscaldamento dell'evaporatore rotante, evitando così di rovinare prodotti termolabili (praticamente tutti i prodotti sono termolabili, sebbene a temperature diverse). A tal proposito basti pensare che la comune acqua bolle, a pressione atmosferica, a 100 °C (è infatti considerata un solvente alto-bollente) ma sotto un vuoto pari a 1,5/2,0 mbar bolle ad una temperatura di circa 20 °C. Detti livelli di vuoto, che un tempo erano irraggiungibili con le normali pompe ad acqua, oggi sono realizzabili con pompe da vuoto a membrana triplo stadio con valvole e membrane in PTFE e Kalrez.
Detto ciò, risulta quindi evidente che il vero cuore di un corretto processo di evaporazione è costituito dalle pompe da vuoto a membrana. Attualmente fra le pompe a membrana in grado di raggiungere i livelli di vuoto più spinti si contraddistingue la Vacuubrand GmbH , società tedesca per prima specializzatasi in pompe a membrana in PTFE e Kalrez a triplo o quadruplo stadio, in grado di raggiungere livelli di vuoto pari 0,6 mbar con pompe completamente inattaccabili da solventi organici ed acidi.
Un ulteriore aiuto alla evaporazione viene dato dal riscaldamento del pallone tramite il bagno termostatico a temperatura regolabile. La rotazione del pallone, infine, creando un velo di soluzione continuamente rinnovata su tutta la superficie del pallone, aumenta la superficie della soluzione, incrementando ulteriormente la velocità di evaporazione. Non vi è relazione tra la velocità di rotazione del pallone di evaporazione e la velocità di evaporazione della massa liquida.
I vapori di solvente generati si allontanano incontrando quindi la superficie del condensatore opportunamente raffreddata, e qui condensano formando gocce che cadono e vengono raccolte nel pallone di raccolta.
Il più comune condensatore è quello a serpentina, in cui circola acqua fredda o una soluzione refrigerata. Altri condensatori utilizzano ghiaccio, ghiaccio secco o miscele frigorifere come ghiaccio e sale.
L'evaporatore rotante è in genere collegato ad una sorgente di vuoto tramite un tubo di gomma. Tipiche sorgenti di vuoto sono le pompe da vuoto a membrana e le economiche pompe ad acqua, queste ultime in via di abbandono perché inquinanti in quanto non si ha recupero del solvente il quale potrebbe (se inquinante, non o poco biodegradabile) inquinare l'acqua il cui consumo è tra l'altro eccessivo. Nelle configurazioni più complete l'evaporatore rotante è collegato alla fonte di vuoto tramite un controllore di vuoto che consente di operare l'evaporazione alle condizioni di vuoto più opportune per lo specifico solvente da allontanare. In questo modo si evita l'aspirazione di una parte del solvente che non verrebbe condensato e finirebbe disperso nell'ambiente. Inoltre grazie ai moderni controllori del vuoto, in grado di gestire anche la portata della pompa, sarà possibile evitare completamente il rischio di "bumping", ossia la formazione di schiume e spruzzi nel pallone di evaporazione.
La soluzione da evaporare viene immessa nel pallone di evaporazione, che viene collegato al dispositivo di rotazione e di collegamento al condensatore. Il pallone viene immerso nel bagno riscaldante e viene avviata la rotazione. Quindi viene applicato il vuoto al sistema ed inizia l'evaporazione. Un rubinetto alla base del condensatore consente l'immissione di aria per rompere il vuoto al termine della evaporazione. Al termine delle operazioni si è ottenuta la separazione del soluto, che rimane nel pallone di evaporazione, dal solvente, che è finito nel pallone di raccolta.

## Applicazioni
L'evaporatore rotante è ampiamente utilizzato soprattutto nei laboratori chimici di sintesi organica e in tutte quelle situazioni dove sia necessario concentrare o tirare a secco rapidamente delle soluzioni, recuperando contemporaneamente e separatamente il solvente ed il soluto.
I comuni evaporatori rotanti da laboratorio utilizzano palloni di evaporazione da 50 ml fino a 3.000 ml; il pallone da 1.000 ml è considerato standard.

Esistono anche evaporatori rotanti industriali di grande capacità, con palloni da 10 a 50 litri.